# Dynamika nieliniowa
Dynamika nieliniowa – teoria badająca układy dynamiczne opisane za pomocą nieliniowych równań różniczkowych.